# BetAB-500
Niektóre z zamieszczonych tu informacji wymagają weryfikacji.
Dokładniejsze informacje o tym, co należy poprawić, być może znajdują się w dyskusji tego artykułu.
 Po wyeliminowaniu niedoskonałości należy usunąć szablon {{Dopracować}} z tego artykułu.
BetAB-500 - sowiecka lotnicza bomba przeciwbetonowa. Wyposażona jest w spadochron hamujący i przyspieszacz rakietowy. Spadochron zakrzywia tor bomby i zapewnia optymalny kąt uderzenia w cel, przyśpieszacz zwiększa prędkość bomby i zwiększa w ten sposób głębokość penetracji. Bomba wyposażona jest w zapalnik działający z opóźnieniem.
Jest przeznaczona do niszczenia punktów umocnionych przeciwnika: stanowisk dowodzenia, podziemnych magazynów i składów amunicji, budynków o grubych ścianach (np. wzmocnionych hangarów lotniczych (schronohangarów), pasów startowych, dróg czy autostrad. 
Została wyposażona w spadochron hamujący, który zakrzywia jej tor opadania, co znacznie zwiększa celność i zapewnia pionowe uderzenie w cel, co zwiększa też jej skuteczność. Ma też mały silnik rakietowy, który przyspiesza opadanie, przez co zwiększa energię kinetyczną uderzenia.
Bomba BetAB-500 została najprawdopodobniej użyta w czasie wojny domowej w Syrii. Niemal na pewno użyto jej w czasie walk o Aleppo w 2016 roku.
Jej zmodernizowana wersja nosi oznaczenie BetAB-500U.